# Semiothisa perfumata
Semiothisa perfumata là một loài bướm đêm trong họ Geometridae.